# 형산로
형산로(兄山路, Hyeongsan-ro)는 경상북도 경주시 현곡면 금장리 금장 교차로와 안강읍 안강리 안강 교차로를 잇는 경상북도의 도로이다. 전 구간 국가지원지방도 제68호선에 속한다.

## 역사
- 2008년 2월 17일 : 안강 ~ 현곡간 도로(경주시 안강읍 갑산리 갑산IC ~ 현곡면 금장리 금장교) 14.052km 구간 확장 개통[1]
- 2008년 12월 23일 : 안강 ~ 현곡간 도로(경주시 안강읍 안강리 안강IC ~ 갑산리 갑산IC) 2.732km 구간 확장 개통[2]
- 2009년 12월 11일 도로명 주소 사업 당시 도로 명칭이 형산로(兄山路)로 확정되었다.

## 주요 경유지
경상북도
- 경주시 (현곡면 · 안강읍 · 천북면 · 안강읍)

## 노선
전 구간 국가지원지방도 제68호선에 속하므로 이 노선에 대한 별도 표기는 생략한다.
| 이름                          | 접속 노선                                                 | 소재지 | 소재지 | 비고 |
| ----------------------------- | --------------------------------------------------------- | ------ | ------ | ---- |
| 금장 교차로                   | 지방도 제904호선 (용담로)                                 | 경주시 | 현곡면 |      |
| 오류교 지초교                 |                                                           | 경주시 | 현곡면 |      |
| 나원 교차로                   | 나원길                                                    | 경주시 | 현곡면 |      |
| 라원과선교                    |                                                           | 경주시 | 현곡면 |      |
| 청령교                        |                                                           | 경주시 | 안강읍 |      |
| 청령 교차로                   | 안현로                                                    | 경주시 | 안강읍 |      |
| 모아 교차로                   | 안현로                                                    | 경주시 | 천북면 |      |
| 천북교                        |                                                           | 경주시 | 안강읍 |      |
| 대동 교차로                   | 안현로                                                    | 경주시 | 안강읍 |      |
| 대동과선교 대동1교 갑산과선교 |                                                           | 경주시 | 안강읍 |      |
| 갑산 교차로                   | 안현로                                                    | 경주시 | 안강읍 |      |
| 갑산육교 칠평교               |                                                           | 경주시 | 안강읍 |      |
| 안강 교차로                   | 국도 제28호선 국가지원지방도 제68호선 (호국로) 안강중앙로 | 경주시 | 안강읍 |      |